# Westin Lipsia
Con i suoi 96,8 metri di altezza, il grattacielo Westin Lipsia è attualmente il secondo edificio più alto di Lipsia. La casa, costruita per l'operatore alberghiero della Germania dell'Est Interhotel con il nome di "Hotel Merkur", è di proprietà della catena alberghiera Starwood dal 2003, e dall'acquisizione ora appartiene al gruppo Marriott. Dispone di 436 camere distribuite su 27 piani, di cui 17 piani per gli ospiti dell'hotel e 3 piani per uffici. C'è una piscina e un'area wellness al 4º piano. L'edificio ospita i ristoranti “Gusto”, il “Brühl” e il “Falco” e il bar/lounge “Shinto”.

## Dallo studio alla realizzazione
Nel concetto della fiera di Lipsia nel 1971, la costruzione di ulteriori hotel per i visitatori stranieri della fiera era un compito prioritario. I urbanisti dell'ufficio dell'architetto capo della città di Lipsia avevano esaminato e proposto diverse località. Ma le cose andarono diversamente. Il progetto degli architetti della Kajima Corporation di Tokyo era già stato completato; l'unica cosa da fare a Lipsia era trovare un terreno adatto e renderlo disponibile. È stata scelta una posizione che non era stata precedentemente pianificata per un grattacielo dominante.
Il contratto per la costruzione dell'hotel a cinque stelle è stato firmato nel 1978 tra "la società di commercio estero della RDT Limex" e "la Japan GDR Project Company". Kajima si è occupata della pianificazione e dell'esecuzione del progetto. Il costo di costruzione è stato di 16,1 miliardi di yen., corrispondenti a circa 157 milioni di marchi tedeschi al cambio medio scambiato sui mercati dei cambi internazionali il 1º gennaio 1981. La prima pietra è stata posata nel settembre 1978. Tutte le parti prefabbricate in calcestruzzo necessarie per costruire le facciate esterne sono state consegnate da Berlino Ovest. Il 31 gennaio 1981 Kajima ha consegnato l'oggetto di importazione all'associazione Interhotel.
Il 13 marzo 1981, in concomitanza con l'apertura della Frühjahrsmesse (Fiera di Primavera), l'albergo fu aperto anche come “Hotel Merkur”. Oltre ai ministri e ai sottosegretari di Stato della Repubblica Democratica Tedesca, erano presenti un centinaio di rappresentanti di aziende giapponesi.

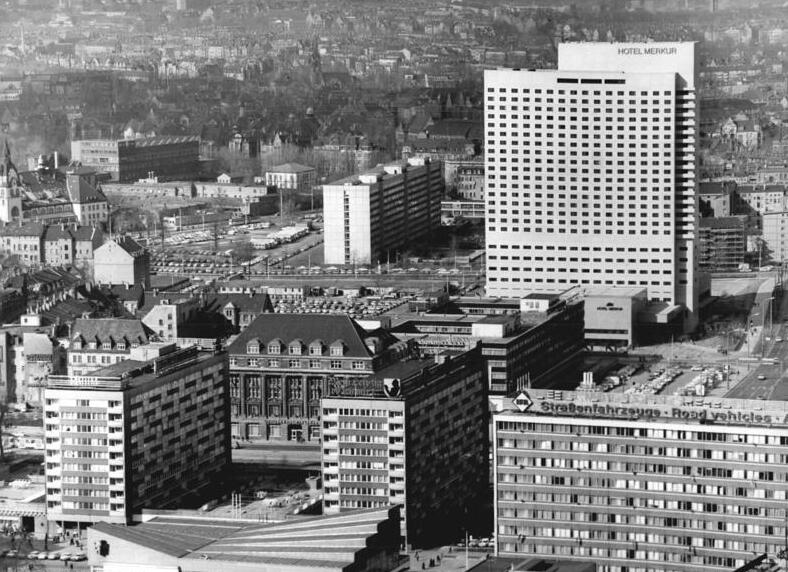
Hotel Merkur (1981)

La società di costruzione (rustica) era Dyckerhoff & Widmann AG, che si è fatta consegnare anche gli elementi prefabbricati in calcestruzzo da Berlino Ovest. L'assemblaggio dell'ascensore è stato effettuato da un'azienda giapponese. AB Svenska Fläktfabriken dalla Svezia ha rilevato il riscaldamento, l'aria condizionata e l'impianto idraulico. Le aziende della Germania dell'Est sono state coinvolte nella costruzione, dagli allestimenti interni all'impermeabilizzazione del tetto piano (VEB Spezialbau Magdeburg) e all'impianto idraulico (lattoneria).

## L'hotel allora e adesso
Quando è stato aperto, l'"Hotel Merkur" disponeva di 447 camere e appartamenti climatizzati con 700 posti letto, dodici ristoranti, bar e club per un totale di 800 posti a sedere - incluso il ristorante nazionale "Sakura", il secondo ristorante giapponese della Germania orientale dopo un ristorante a Suhl - oltre a cinque lounge e un centro banchetti e congressi con 265 posti a sedere. L'hotel impiegava 740 persone, di cui 110 presso Intershop. L'hotel disponeva di 15 macchine interne dei marchi Wartburg, Lada e Volvo. L'hotel disponeva anche di un proprio ufficio passaporti e visti.
Nel gennaio 1987 si riunì presso l'albergo il 15º Congresso degli Internisti, nell'aprile il Congresso Internazionale della Società di Anatomia; nel settembre dello stesso anno, il 23º anniversario della Società Europea per lo Studio del Diabete. L'8 marzo 1990 è stato aperto il primo casinò di Lipsia (ancora durante la riunificazione tedesca) presso l'"Hotel Merkur". Nella lista dei primi dieci dell'Allgemeine Hotel- und Gastronomie-Zeitung nel 1991, l'“Hotel Merkur” si è classificato all'8 ° posto tra i migliori hotel della Germania.

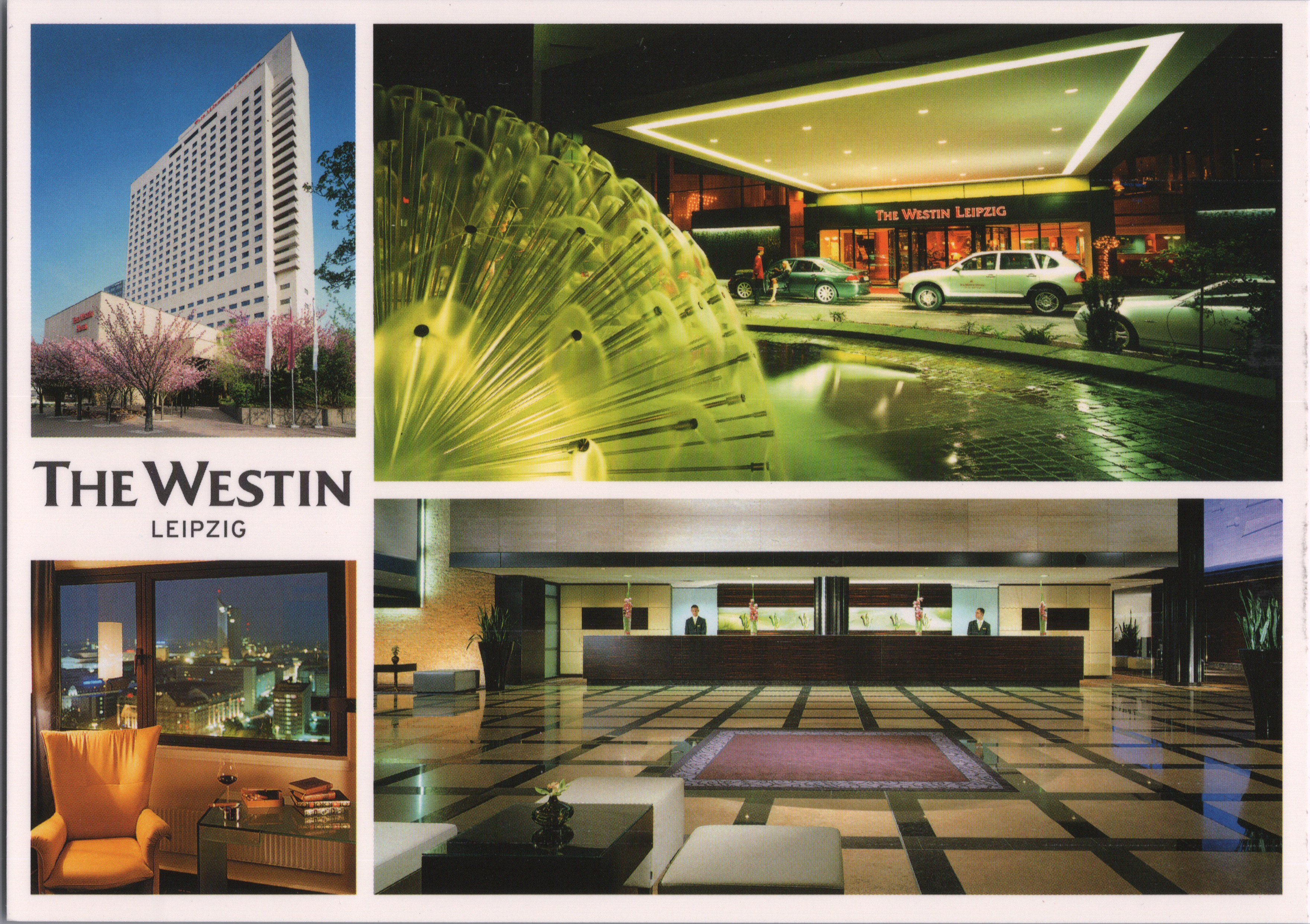
Cartolina postale (2008)

La Treuhandanstalt inizialmente ha continuato a gestire gli Interhotels, ma in seguito li ha venduti agli investitori. Il 1º gennaio 1993 l'“Interhotel Merkur” diventa “InterContinental Hotel Leipzig” ed entra a far parte del gruppo Intercontinental Hotels. Tra il 1993 e il 1994, un totale di 43 milioni di marchi tedeschi è stato investito nella ristrutturazione e trasformazione della casa. In occasione del 50º anniversario di Inter-Continental Hotels & Resorts, l'hotel ha lanciato nel 1996 la campagna ambientale e di beneficenza "Un giorno per Lipsia".
Alla fine del 2002, l'albergo a quattro stelle è stato rilevato dalla catena Westin; dal 1 gennaio 2003 opera come "The Westin Leipzig". Il 28 aprile 2005 è stato aperto il ristorante “Falco” al 27º piano sotto la direzione di Peter Maria Schnurr. Nel 2007 il ristorante gourmet ha ricevuto la sua prima stella Michelin e nel 2008 il Falco ha ricevuto la sua seconda stella Michelin. È stato il primo ristorante nei nuovi Länder con due stelle Michelin. Secondo i media del novembre 2023, il ristorante sarà chiuso per sempre perché non è più praticabile a causa della mancanza di manodopera qualificata e dei costi enormemente aumentati.
In occasione del 30º anniversario dell'albergo (2011), la rivista Bild ha pubblicato i dettagli del dossier Stasi dell'"Hotel Merkur" con "schede personali di sesso in vendita, spie maldestre e impiegati dell'albergo che hanno tradito anche i propri colleghi".
Nell'ottobre 2021, c'è stata una discussione sui media sull'hotel dopo che il cantante Gil Ofarim ha affermato di essere stato trattato in modo antisemita da un addetto alla reception a causa della sua collana con la stella di David. Il dipendente ha intentato una causa per diffamazione contro Ofarim e una denuncia minacciosa basata su post sui social media. L'hotel ha inizialmente licenziato due dipendenti e ha assunto uno studio legale per indagare. Non ha trovato prove di misure penali o di diritto del lavoro nei confronti dei dipendenti. Il caso è stato sottoposto all'accusa per il controllo giurisdizionale. Secondo i media, nessuna catena con una stella di David visibile potrebbe essere identificata sui video di sorveglianza dell'hotel. Al termine delle indagini, l'ufficio del pubblico ministero di Lipsia ha archiviato il caso contro l'impiegato dell'hotel e ha intentato un'accusa di diffamazione e falso sospetto contro Ofarim. Il processo contro Ofarim è iniziato il 7 novembre 2023, con dieci giorni di processo previsti.

## Premi
- Restaurant des Jahres 2007 (Ristorante dell'anno 2007) per il Falco
- 2007 prima stella Michelin per il Falco
- 2008 seconda stella Michelin per il Falco